# سولانج ويلفرت
سولانج ويلفرت (ولد في 1 سبتمبر 1989) عارضة أزياء برازيلية. 

## معرض

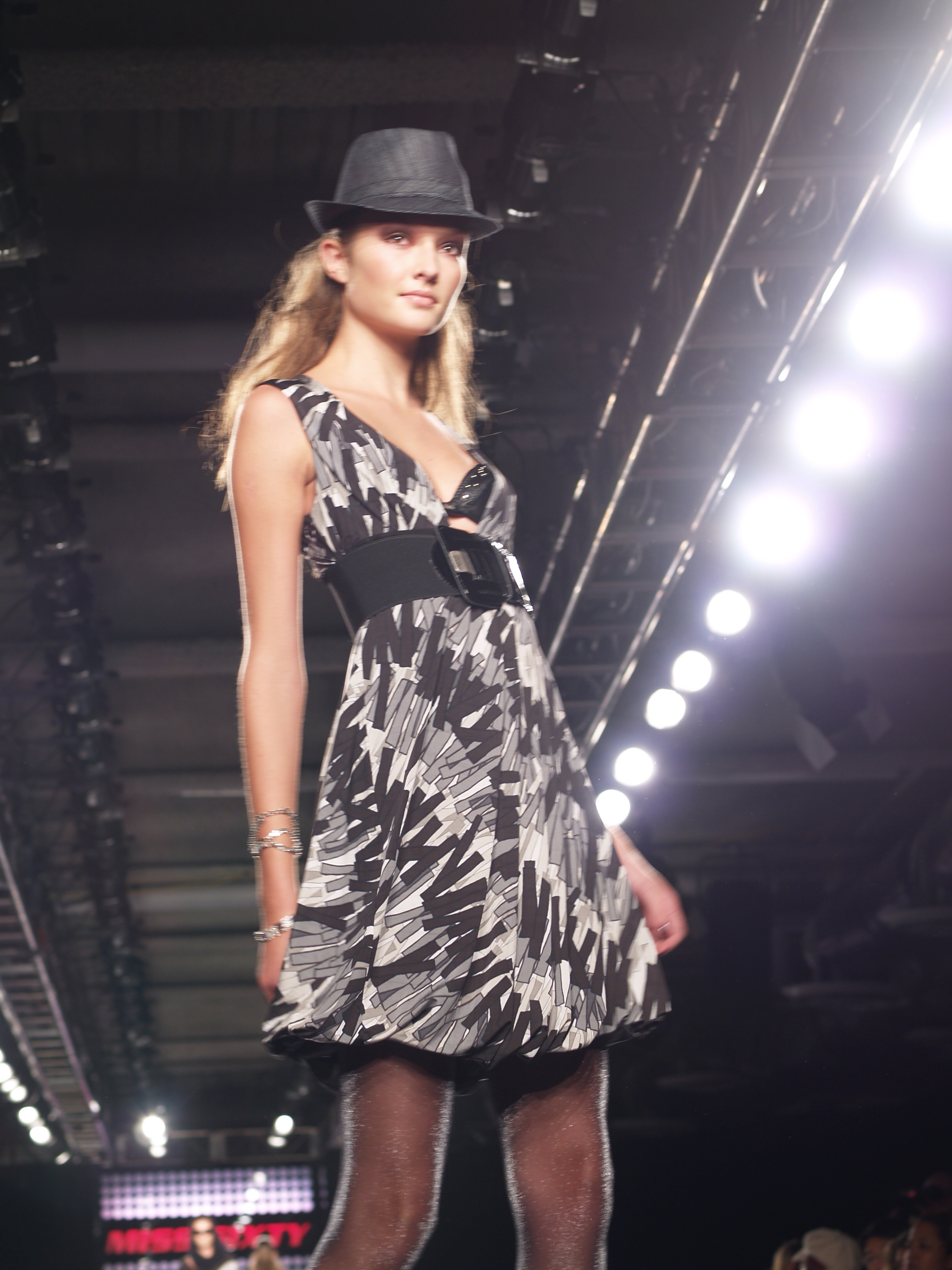
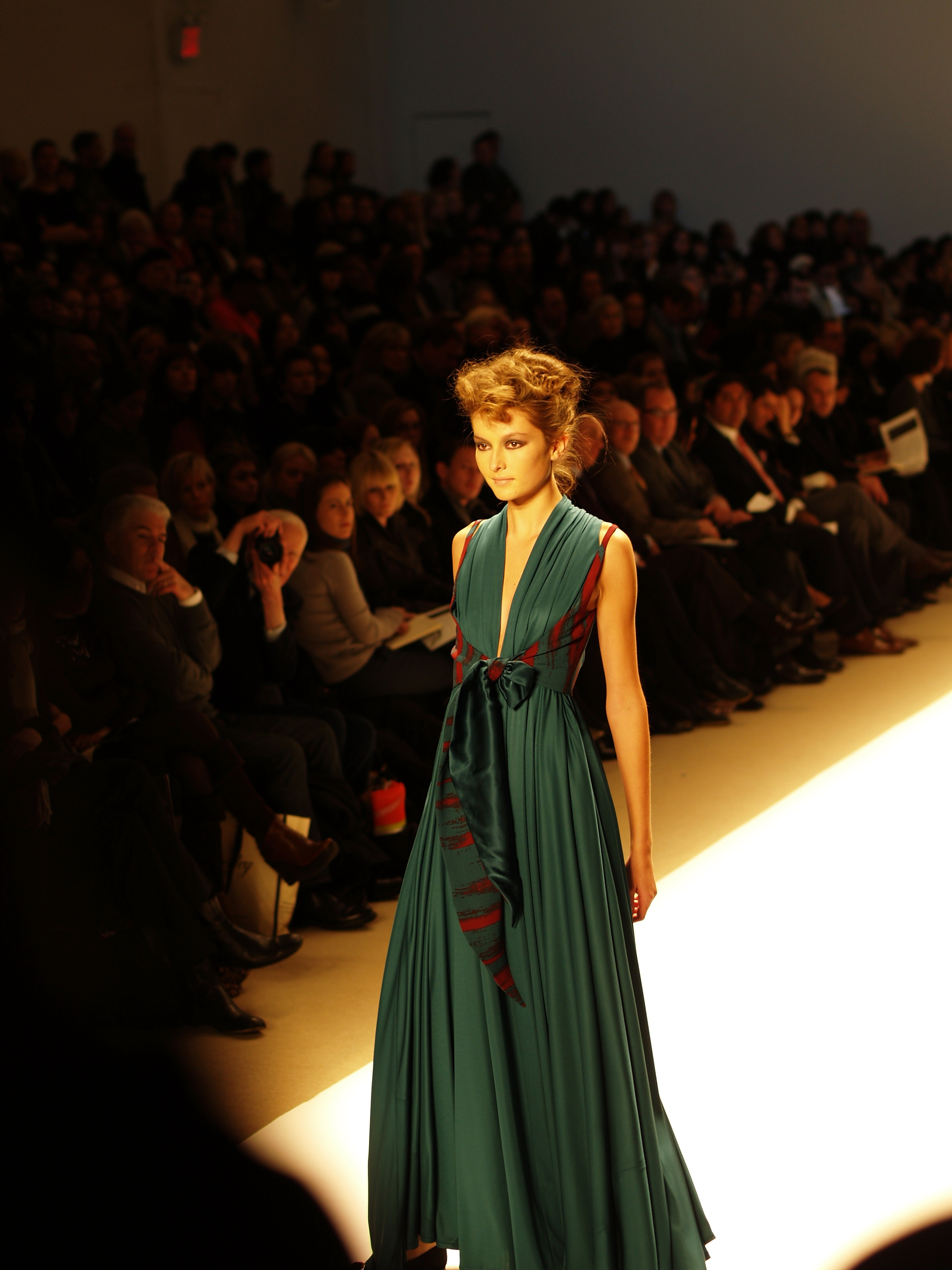

## روابط خارجية
- سولانج ويلفرت على موقع دليل عارضات الأزياء (الإنجليزية)
- Askmen - Profile on AskMen